# Восходовский сельсовет
Восходовский сельсове́т — сельское поселение в Варнавинском районе Нижегородской области.
Административный центр — посёлок Восход.

## История
Статус и границы сельского поселения установлены Законом Нижегородской области от 15 июня 2004 года № 60-З «О наделении муниципальных образований — городов, рабочих посёлков и сельсоветов Нижегородской области статусом городского, сельского поселения».

## Население
| 2002  | 2010  | 2012  | 2013  | 2014  | 2015  | 2016  |
| ----- | ----- | ----- | ----- | ----- | ----- | ----- |
| 4894  | ↘3930 | ↘3874 | ↘3816 | ↘3792 | ↗3793 | ↘3769 |
| 2017  | 2018  | 2019  | 2020  | 2021  |       |       |
| ↘3734 | ↘3701 | ↘3646 | ↘3613 | ↘2321 |       |       |

## Состав сельского поселения
| № | Населённый пункт | Тип населённого пункта          | Население |
| - | ---------------- | ------------------------------- | --------- |
| 1 | Березки          | посёлок                         | ↘24       |
| 2 | Восход           | посёлок, административный центр | ↘1654     |
| 3 | Кайск            | деревня                         | ↘1        |
| 4 | Кайск            | посёлок                         | →0        |
| 5 | Мирный           | посёлок                         | ↗1438     |
| 6 | Постой           | посёлок железнодорожной станции | ↘3        |
| 7 | Черемушки        | посёлок                         | ↘810      |